# Венгер, Евгений Владимирович
Евгений Владимирович Венгер (укр. Євген Володимирович Венгер; родился 9 февраля 1965, Киев, СССР) — украинский футбольный арбитр Первой национальной категории. Хобби — театр, спорт.

## Краткая информация
Евгений Венгер начал карьеру футбольного арбитра в 1994 году, когда стал обслуживать матчи региональных соревнований Киевской области. С 1995 года стал обслуживать матчи любительских клубов, а через год дебютировал на профессиональном уровне, став арбитром Второй лиги украины. Через 4 года стал арбитром Первой лиги, а с 2005 года — арбитр Премьер-лиги. Основное место работы — комитет юношеского футбола ФФУ.